# مارتين موريلو
مارتين موريلو (بالإسبانية: Martín Morello)‏ هو لاعب كرة قدم أرجنتيني في مركز الوسط، ولد في 13 يونيو 1983 في سان بيدرو في الأرجنتين. لعب مع إنديبندينتي وبونفيرادينا ونادي أتليتيكو ريفير بليت بورتو ريكو ونادي بلاتنسي.